# Phun

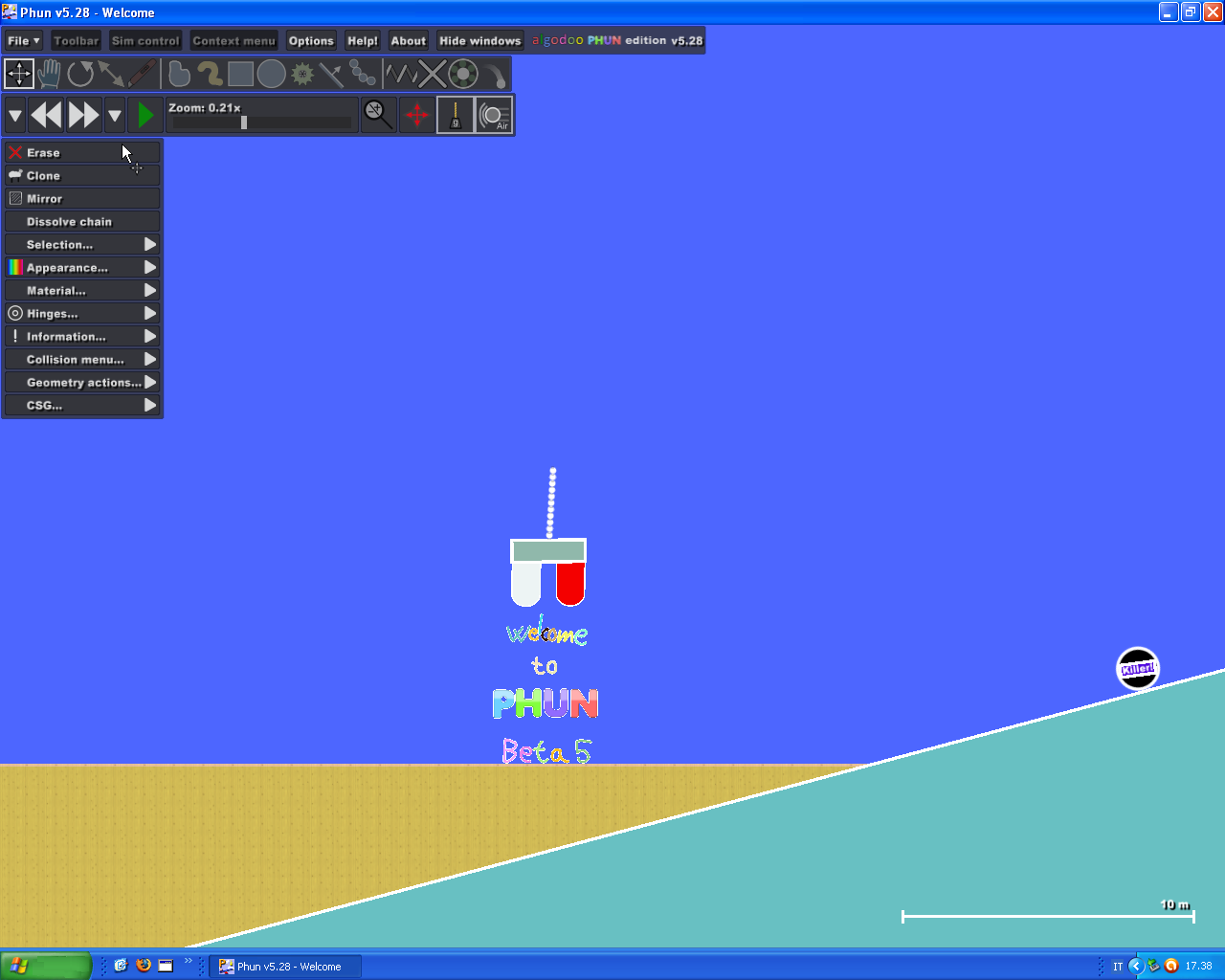
Skärmdump från Phun.

Phun är en 2-dimensionell fysikmotor med editor utvecklad vid Umeå universitet. De första versionerna skrevs som ett examensarbete i datavetenskap av Emil Ernerfeldt, och baserades delvis på Claude Lacoursières avhandling i datavetenskap Ghosts and machines: regularized variational methods for interactive simulations of multibodies with dry frictional contacts.
Våren 2008 tog avknoppningsföretaget Algoryx Simulations AB över arbetet med Phun, som under namnet Algodoo släppts som freeware för icke-kommersiellt bruk. Utvecklingen har sedan dess inriktats mot användning i utbildning, t.ex. genom att programmet optimerats för skoldatorn Classmate PC, Ipad och system som SMART Board.

## Tillgänglighet
Algodoo finns för Windows, Mac OS och IOS.